# Anna Rockstroh
Anna Rockstroh (* 19. September 1998) ist eine ehemalige deutsche Skilangläuferin. Sie startete vorrangig auf Rollski.

## Werdegang
Rockstroh, die für den SV Trebsen startete, gab ihr internationales Debüt im Rahmen des Rollerski-Weltcups der Junioren im Sommer 2014. Bereits in den ersten beiden Einzelrennen von Oroslavje in Kroatien erreichte sie zwei Top-10-Platzierungen. Im Val di Fiemme im September gelang ihr gemeinsam mit Kira Claudi der Sieg im Teamsprint. 2014 gewann Rockstroh in ihrer Altersklasse J 16 den Rollski-Sachsen-Cup in Hohburg.
Bei den Deutschen Meisterschaften am 21. Juni 2015 in Carlsgrün wurde Rockstroh Deutsche Jugendmeisterin. Im Juli 2015 verpasste sie ihr zweites Weltcup-Podium als Vierte von Oroslavje nur knapp.
Bei den Rollerski-Weltmeisterschaften 2015 im Val di Fiemme gehörte Rockstroh zum deutschen Starterfeld bei den Erwachsenen und erreichte im Teamsprint mit Kira Claudi den sechsten Platz.

## Erfolge

### Deutsche Meisterschaften
| Deutsche Meisterschaften im Rollerski | Deutsche Meisterschaften im Rollerski | Deutsche Meisterschaften im Rollerski                      | Deutsche Meisterschaften im Rollerski |
| ------------------------------------- | ------------------------------------- | ---------------------------------------------------------- | ------------------------------------- |
| Silber                                | 2011 Litvinov-Kliny                   | Silber im Berglauf (Schülerin 13)                          |                                       |
| Gold                                  | 2012 Lanzenhain                       | Gold in der Verfolgung (Schülerin 14)                      |                                       |
| Gold                                  | 2014 Seiffen                          | Gold im Berglauf (Jugend 16)                               |                                       |
| Gold                                  | 2014 Stadthagen                       | Gold auf der Flachstrecke (U16)                            |                                       |
| Gold                                  | 2015 Carlsgrün                        | Gold auf der Langstrecke (U18)                             |                                       |
| Gold                                  | 2015 Seebach                          | Gold im Berglauf (U18)                                     |                                       |
| Gold                                  | 2016 Radeburg                         | Gold in der Vielseitigkeit (U16–U20)                       |                                       |
| Gold                                  | 2017 Seiffen                          | Gold im Berglauf (Juniorinnen U19)                         |                                       |
| Gold                                  | 2018 Oederan                          | Gold auf der Flachstrecke (Juniorinnen U20)                |                                       |
| Gold                                  | 2018 Oederan                          | Gold auf der Freistilsprint & Verfolgung (Juniorinnen U20) |                                       |